# Miss Italien
Miss Italien är den titel som vinnaren av den nationella skönhetstävlingen i Italien får, och som därefter tävlar om titeln Miss Universum. Under tävlingens första år, 1939 till 1941, kallades vinnaren i den nationella tävlingen dock Miss Sorriso ("Fröken Leende"). Därefter var det uppehåll under resten av andra världskriget, och från 1946 och framåt har titeln varit Miss Italien.

## Miss Italia
| Miss Sorriso |                     |      |                       |      |                              |
| 1939         | Isabella Verney     | 1940 | Gianna Maranesi       | 1941 | Adriana Serra                |
| 1942         | Ingen tävling       | 1943 | Ingen tävling         | 1944 | Ingen tävling                |
| 1945         | Ingen tävling       |      |                       |      |                              |
| Miss Italia  |                     |      |                       |      |                              |
| 1946         | Rossana Martini     | 1947 | Lucia Bosè            | 1948 | Fulvia Franco                |
| 1949         | Mariella Gianpieri  | 1950 | Anna Maria Bugliari   | 1951 | Isabella Valdettaro          |
| 1952         | Eloisa Cianni       | 1953 | Marcella Mariani      | 1954 | Eugenia Bonino               |
| 1955         | Brunella Tocci      | 1956 | Nives Zegna           | 1957 | Beatrice Faccioli            |
| 1958         | Paola Falchi        | 1959 | Marisa Jossa          | 1960 | Layla Rigazzi                |
| 1961         | Franca Cattaneo     | 1962 | Raffaella De Carolis  | 1963 | Franca Dallolio              |
| 1964         | Mirka Sartori       | 1965 | Alba Rigazzi          | 1966 | Daniela Giordano             |
| 1967         | Cristina Businari   | 1968 | Graziella Chiappalone | 1969 | Anna Zamboni                 |
| 1970         | Alba Balestra       | 1971 | Maria Pinnone         | 1972 | Adonella Modestini           |
| 1973         | Margareta Veroni    | 1974 | Loredana Piazza       | 1975 | Livia Jannoni                |
| 1976         | Paola Bresciano     | 1977 | Anna Kanakis          | 1978 | Loren Cristina May           |
| 1979         | Cinzia De Ponti     | 1980 | Cinzia Lenzi          | 1981 | Patrizia Nanetti             |
| 1982         | Federica Moro       | 1983 | Raffaella Baracchi    | 1984 | Susanna Huckstep             |
| 1985         | Eleonora Resta      | 1986 | Roberta Capua         | 1987 | Michela Rocco di Torrepadula |
| 1988         | Nadia Bengala       | 1989 | Eleonora Benfatto     | 1990 | Rosangela Bessi              |
| 1991         | Martina Colombari   | 1992 | Gloria Zanin          | 1993 | Arianna David                |
| 1994         | Alessandra Meloni   | 1995 | Anna Valle            | 1996 | Denny Mendez                 |
| 1997         | Claudia Trieste     | 1998 | Gloria Bellicchi      | 1999 | Manila Nazzaro               |
| 2000         | Tania Zamparo       | 2001 | Daniela Ferolla       | 2002 | Eleonora Pedron              |
| 2003         | Francesca Chillemi  | 2004 | Cristina Chiabotto    | 2005 | Edelfa Chiara Masciotta      |
| 2006         | Claudia Andreatti   | 2007 | Silvia Battisti       | 2008 | Miriam Leone                 |
| 2009         | Maria Perrusi       | 2010 | Francesca Testasecca  | 2011 | Stefania Bivone              |
| 2012         | Giusy Buscemi       | 2013 | Giulia Arena          | 2014 | Clarissa Marchese            |
| 2015         | Alice Sabatini      | 2016 | Rachele Risaliti      | 2017 | Alice Rachele Arlanch        |
| 2018         | Carlotta Maggiorana | 2019 | Carolina Stramare     | 2020 |                              |